# Tavi particsíkbogár
A tavi particsíkbogár (Rhantus exsoletus) a csíkbogárfélék családjába tartozó, Eurázsiában honos vízi bogárfaj. 

## Megjelenése
A tavi particsíkbogár testhossza 9-10,2 mm. Alakja, színe, sima szárnyfedői, valamint a hátsó lábszáron a sörtefésű hiánya alapján azonosítható. Testalkata megnyúlt tojásdad, körvonala folytonos, felülete sima és közepesen fényes. Feje fekete, a fejtetőn és a szemek előtt halványabb barna foltokkal (kiterjedésük változatos, vannak teljesen sötét vagy világos egyedek is). A szájtapogatók barnák, a végül sötét. A csápok 5-11. ízének csúcsa sötét. Az előtor barna, a hátsó szegélyének közepén egy sötétebb vonallal. A pajzsocska (scutellum) fekete. A szárnyfedők alapszíne barna, számtalan apró sötét folttal márványozva; felszíne sima, barázdáltság nélkül. Hasi oldala halvány- vagy narancsbarna, a torszelvények szélei feketések lehetnek. Lábai halványbarnák. A hímek elülső lábain a karmok jóval hosszabbak a lábfej (tarsus) utolsó ízénél. 

## Elterjedése
Eurázsiában honos, a Brit-szigetektől Kelet-Szibériáig. Európában főleg a kontinens középső, nyugati és északi részén gyakori, Skandináviában a sarkkörön túlra is hatol. 

## Életmódja
Sűrű növényzetű állóvizek (tavacskák, csatornák, holtágak, mocsarak, tavak partközeli régiói) vagy folyók lassú szakaszainak lakója. Az imágókkal márciustól októberig lehet találkozni, május-júniusban a leggyakoribbak. A telet a szárazföldön vészelik át. A párzásra a víz alatt kerül sor, röviddel azután hogy telelőhelyükről visszatértek a tavakba. A nőstények március végétől egészen júniusig rakhatják le petéiket egyesével a vízinövények szárára; ezekből két-három héttel később kel ki az aranysárgás lárva. A vízben fejlődik ki, de a parton (a talajban vagy növényi maradványok alatt) bábozódik be. Egyes feltételezések szerint az év második felében is rakhatnak petéket, amelyek áttelelnek és tavasszal kel ki belőlük a lárva. Mind az imágó, mind a lárva ragadozó, kisebb vízi gerinctelenekkel táplálkoznak, de ritkán megehetik a békapetéket vagy a kisebb ebihalakat is. Ősszel repülve keresnek megfelelő telelőhelyet és tavasszal visszarepülnek a vízbe, de ezt követően repülőizmaik visszafejlődnek. 
Magyarországon nem védett.